# Fraoch Eilean, Loch Lomond
Fraoch Eilean är en obebodd ö i Loch Lomond i Argyll and Bute, Skottland. Ön är belägen 0,8 km från Luss.